# Mistrzostwa Świata w Biathlonie 2015 – sztafeta kobiet
Sztafeta kobiet na Mistrzostwach świata w biathlonie 2015 została rozegrana 13 marca. Do startu zgłoszonych zostało dwadzieścia pięć sztafet. Pięć z nich nie ukończyło rywalizacji (zostały zdublowane).
Zawody wygrały reprezentantki Niemiec w składzie Franziska Hildebrand, Franziska Preuß, Vanessa Hinz oraz Laura Dahlmeier. Drugie miejsce z ponad minutą straty zajęła reprezentacja Francji, a trzecie Włoszki.

## Wyniki
| Miejsce | Nr | Drużyna                                                                                          | Czas                                      | Kary (L+S)                              | Strata  |
| ------- | -- | ------------------------------------------------------------------------------------------------ | ----------------------------------------- | --------------------------------------- | ------- |
| 01 !    | 2  | Niemcy · Franziska Hildebrand · Franziska Preuß · Vanessa Hinz · Laura Dahlmeier                 | 1:11:54.6 18:18.8 18:04.9 18:17.7 17:13.2 | 0+1 0+5 0+0 0+2 0+1 0+2 0+0 0+1 0+0 0+0 |         |
| 02 !    | 4  | Francja · Anaïs Bescond · Enora Latuillière · Justine Braisaz · Marie Dorin Habert               | 1:12:54.9 18:13.8 18:24.3 19:22.1 16:54.7 | 1+6 0+3 0+0 0+1 0+1 0+1 1+3 0+1 0+2 0+0 | +1:00.3 |
| 03 !    | 5  | Włochy · Lisa Vittozzi · Karin Oberhofer · Nicole Gontier · Dorothea Wierer                      | 1:13:00.7 18:11.2 18:03.2 19:26.2 17:20.1 | 0+3 0+6 0+0 0+0 0+1 0+3 0+2 0+2 0+0 0+1 | +1:06.1 |
| 4.      | 8  | Rosja · Jekatierina Głazyrina · Darja Wirołajnen · Jekatierina Jurłowa · Jekatierina Szumiłowa   | 1:13:11.4 18:06.7 18:39.4 18:25.7 17:59.6 | 0+2 0+5 0+0 0+0 0+0 0+3 0+1 0+0 0+1 0+2 | +1:16.8 |
| 5.      | 7  | Norwegia · Marte Olsbu · Synnøve Solemdal · Fanny Welle-Strand Horn · Tiril Eckhoff              | 1:13:19.2 18:20.0 18:58.0 18:46.4 17.14.8 | 0+8 0+2 0+2 0+0 0+3 0+1 0+1 0+1 0+2 0+0 | +1:24.6 |
| 6.      | 6  | Ukraina · Iryna Warwyneć · Julija Dżima · Olga Abramowa · Wałentyna Semerenko                    | 1:13:37.1 18:39.6 18:17.8 19:15.3 17:24.4 | 0+3 1+6 0+1 0+2 0+0 0+1 0+0 1+3 0+2 0+0 | +1:42.5 |
| 7.      | 3  | Białoruś · Nadieżda Skardino · Nadieżda Pisariewa · Iryna Kryuko · Darja Domraczewa              | 1:14:00.4 18:21.2 19:05.0 18:44.6 17:49.6 | 0+2 1+6 0+0 0+1 0+1 1+3 0+0 0+0 0+1 0+2 | +2:05.8 |
| 8.      | 1  | Czechy · Eva Puskarčíková · Gabriela Soukalová · Jitka Landová · Veronika Vítková                | 1:15:06.3 18:32.7 17:44.2 19:58.1 18.51.3 | 2+6 1+5 0+0 0+2 0+0 0+0 0+3 1+3 2+3 0+0 | +3:11.7 |
| 9.      | 13 | Szwecja · Elisabeth Högberg · Mona Brorsson · Anna Magnusson · Emma Nilsson                      | 1:15:10.4 18:50.3 18.45.7 19:17.1 18:17.3 | 0+2 0+3 0+1 0+1 0+1 0+0 0+0 0+2 0+0 0+0 | +3:15.8 |
| 10.     | 10 | Kanada · Megan Heinicke · Rosanna Crawford · Audrey Vaillancourt · Julia Ransom                  | 1:15:34.1 18:40.1 18:42.9 19:03.7 19:07.4 | 0+5 1+5 0+1 0+0 0+0 1+3 0+2 0+0 0+2 0+2 | +3:39.5 |
| 11.     | 11 | Austria · Lisa Hauser · Dunja Zdouc · Simone Kupfner · Katharina Innerhofer                      | 1:15:38.6 18:20.5 18:45.3 20:04.6 18.28.2 | 0+3 0+6 0+0 0+2 0+1 0+0 0+1 0+2         | +3:44.0 |
| 12.     | 21 | Stany Zjednoczone · Susan Dunklee · Hannah Dreissigacker · Annelies Cook · Clare Egan            | 1:15:39.4 18:10.0 19:10.4 19:26.4 18:52.6 | 0+7 0+7 0+2 0+0 0+3 0+2 0+2 0+2 0+0 0+3 | +3:44.8 |
| 13.     | 9  | Polska · Monika Hojnisz · Magdalena Gwizdoń · Weronika Nowakowska-Ziemniak · Krystyna Guzik      | 1:15:46.9 18:06.3 20:24.5 18:54.1 18:22.0 | 1+6 2+5 0+0 0+0 1+3 2+3 0+1 0+2 0+2 0+0 | +3:52.3 |
| 14.     | 15 | Kazachstan · Olga Połtaranina · Anna Kistanowa · Darja Usanowa · Alina Rajkowa                   | 1:16:10.8 18:45.8 19:21.1 19:27.1 18:36.8 | 0+7 0+3 0+1 0+0 0+3 0+0 0+3 0+2 0+0 0+1 | +4:16.2 |
| 15.     | 16 | Rumunia · Éva Tófalvi · Luminița Pișcoran · Réka Ferencz · Florina Ioana Cîrstea                 | 1:16:24.4 18:19.3 18:36.5 19:28.2 20:00.4 | 0+2 0+3 0+1 0+1 0+0 0+1 0+0 0+0 0+1 0+1 | +4:29.8 |
| 16.     | 18 | Estonia · Kadri Lehtla · Johanna Talihärm · Daria Yurlova · Kristel Viigipuu                     | 1:16:38.2 18:46.2 18:52.1 19:23.1 19:36.8 | 0+4 0+2 0+2 0+0 0+1 0+0 0+0 0+1 0+1 0+1 | +4:43.6 |
| 17.     | 23 | Finlandia · Sanna Markkanen · Mari Laukkanen · Eevamari Rauhamäki · Kaisa Mäkäräinen             | 1:17:00.8 19:34.6 18:49.6 21:19.6 17:17.0 | 2+5 0+4 0+0 0+2 0+2 0+0 2+3 0+1 0+0 0+1 | +5:06.2 |
| 18.     | 24 | Chiny · Tang Jialin · Zhang Yan · Song Chaoqing · Zhang Zhaohan                                  | 1:17:13.3 19:02.8 18:56.4 19:50.5 19:23.6 | 0+2 0+4 0+2 0+1 0+0 0+1 0+0 0+0 0+0 0+2 | +5:18.7 |
| 19.     | 14 | Słowacja · Paulína Fialková · Jana Gereková · Terézia Poliaková · Martina Chrapánová             | 1:17:13.3 19:53.9 18:31.1 19:10.1 19:38.2 | 2+8 0+8 1+3 0+3 0+0 0+3 0+2 0+1 1+3 0+1 | +5:18.7 |
| 20.     | 25 | Japonia · Fuyuko Suzuki · Yurie Tanaka · Miki Kobayashi · Katsura Sato                           | LAP 18:30.1 19.57.0 20:49.3               | 2+9 0+7 0+0 0+2 1+3 0+0 1+3 0+2 0+3 0+3 |         |
| 21.     | 17 | Litwa · Gabrielė Leščinskaitė · Diana Rasimovičiūtė · Natalija Kočergina · Natalija Paulauskaitė | LAP 19:33.4 20:07.6 20:28.1               | 1+7 0+8 0+0 0+2 0+3 0+3 1+3 0+2 0+1 0+1 |         |
| 22.     | 12 | Szwajcaria · Aita Gasparin · Elisa Gasparin · Lena Häcki · Flurina Volken                        | LAP 20:04.0 19:48.9 20:41.2               | 4+9 0+8 0+2 0+2 1+3 0+2 3+3 0+1 0+1 0+3 |         |
| 23.     | 22 | Słowenia · Andreja Mali · Teja Gregorin · Urška Poj · Anja Eržen                                 | LAP 19:03.3 20:47.1 20:28.7               | 0+6 1+9 0+3 0+0 0+1 1+3 0+1 0+3         |         |
| 24.     | 19 | Bułgaria · Emilija Jordanowa · Desisława Stojanowa · Stefani Popowa · Danieła Kadewa             | LAP 19:00.7 19:19.6 20:28.8               | 1+7 0+6 0+2 0+0 0+2 0+2 0+0 0+1 1+3 0+3 |         |
| 25.     | 20 | Korea Południowa · Mun Ji-hee · Kim Seon-su · Ko Eun-jung · Kim Kyung-nam                        | LAP 19:27.8 21:23.3 19:46.1               | 0+4 0+5 0+2 0+0 0+1 0+2 0+1 0+0 0+0 0+3 |         |